# Chalais (Dordonha)
Chalais (até 2009: Chaleix) é uma comuna francesa na região administrativa da Nova Aquitânia, no departamento Dordonha. Estende-se por uma área de 18,48 km². Em 2010 a comuna tinha 415 habitantes (densidade: 22,5 hab./km²).